# Say Goodbye
„Say Goodbye” este o baladă a interpretului american Chris Brown. Aceasta face parte de pe albumul Chris Brown. Cântecul a obținut locul 10 în Billboard Hot 100 și locul 1 în Billboard Hot R&B/Hip-Hop Songs.

## Prezența în clasamente
„Say Goodbye” a debutat pe locul 79 în Billboard Hot 100. Câteva săptămâni mai târziu, single-ul a atins poziția cu numărul 10 în același clasament, devenind al treilea single de top 10 în SUA. De asemenea, „Say Goodbye”, a atins poziția cu numărul 1 în clasamentul pieselor R&B, Hot R&B/Hip-Hop Songs, devenind al doilea cântec ajuns pe locul 1 al artistului în acest clasament. Single-ul a avut succes și în Brazilia, atingând poziția cu numărul 7. În clasamentul United World Chart, single-ul a debutat și a atins poziția cu numărul 33, acumulând 390.000 de puncte oferite.

## Clasament
| Clasament                            | Poziția maximă | Referința |
| ------------------------------------ | -------------- | --------- |
| U.S. Billboard Hot 100               | 10             | [ 3 ]     |
| U.S. Billboard Hot R&B/Hip-Hop Songs | 1              | [ 4 ]     |
| U.S. Billboard Pop 100               | 17             | [ 3 ]     |
| Brazilian Hot 100                    | 7              | [ 5 ]     |
| Portugal Singles Top 50              | 20             | [ 3 ]     |